# Sylve Bengtsson
Sylve Boris Bengtsson (ur. 2 lipca 1930 w Halmstadzie, zm. 30 kwietnia 2005 tamże) – szwedzki piłkarz grający na pozycji napastnika. W swojej karierze rozegrał 28 meczów i strzelił 7 bramek w reprezentacji Szwecji.

## Kariera klubowa
Swoją karierę piłkarską Bengtsson rozpoczął w klubie Halmstads BK. Zadebiutował w nim w 1947 roku. W 1948 roku odszedł do Helsingborgs IF i występował w nim do końca sezonu 1953/1954. Wraz z Helsingborgiem wywalczył dwa wicemistrzostwa Szwecji w sezonach 1948/1949 i 1953/1954. W 1954 roku wrócił do Halmstads BK. W sezonie 1954/1955 został z nim mistrzem kraju. W sezonie 1955/1956 został z 22 golami królem strzelców szwedzkiej ekstraklasy. W latach 1961–1963 grał w Gnosjö IF, a w latach 1964–1965 – ponownie w Helsingborgs IF, w którym zakończył karierę.

## Kariera reprezentacyjna
W reprezentacji Szwecji Bengtsson zadebiutował 3 września 1950 roku w przegranym 1:2 towarzyskim meczu z Jugosławią, rozegranym w Solnie. W 1954 roku zdobył z kadrą Szwecji brązowy medal na igrzyskach olimpijskich w Helsinkach. Od 1950 do 1958 roku rozegrał w kadrze narodowej 28 spotkań i zdobył 7 bramek.